# Време презира
Време презира (пољ. Czas pogardy, енгл. Time of Contempt) је четврта од седам књига саге о Вешцу (коју чине две збирке приповедака и пет романа), коју је написао пољски писац фантастике Анджеј Сапковски. Књига је преведена на више страних језика.
Краљеви Севера (Демавенд од Едирна, Фолтест од Темерије, Визимир од Редање, Хенселт од Кедвина и Меве од Лирије и Ривије) кују планове да заједнички нападну царство Нилфгарда на југу, под влашћу цара Емхира вар Емриса. За то време, Гералт и Јенефер одводе Цири у школу магије на Тенеду, како би усавршила свој чаробњачки таленат. Међутим, на великом сабору чаробњака на Танеду долази до сукоба између присталица Нилфгарда (које предводи чаробњак Вилгефорц) и чаробњака у служби краљева (које предводи Филипа Ејлхарт). Иако неутрални, Гералт и Јенефер су увучени у сукоб: Гералт је тешко рањен у борби са Вилгефорцом, Јенефер је заробљена, а Цири се спашава бекством кроз нестабилни димензиони портал. За то време, армије Нилфгарда нападају без објаве рата, и краљевства Едирн, Лирија и Ривија прегажена су за неколико дана. Краљ Визимир је убијен у атентату, а преостали савезници покушавају да се преговорима извуку из рата. Цири је телепортована у пустињу, одакле је спашава непознати једнорог и заробљавају нилфгардски најамници, али је ослобађа дружина одметника.

### Пролог
У прологу су описане авантуре краљевског гласника Аплегата, који на коњу преноси поруке краља Едирна (Да је све спремно за напад на Нилфгард, који ће почети исценираним нападом на Едирн у Дол Ангри.) краљу Темерије и назад(Због сабора чаробњака на Танеду, напад се одлаже.), пошто се краљеви устежу да повере важне поруке чаробњацима, иако они могу да их пренесу магијском пројекцијом неупоредиво брже. Успут, гласник на друму среће Јенефер и Цири близу Горс Велена (на путу из Еландера за Танед) - Цири му узгред прориче скору смрт, нехотице павши у транс - и Гералта који на друму убија мантикору у замену за 100 флорена. Зашавши у шуме Едирна, гласник гине погођен стрелом Веверица (Скојатела) - побуњених вилењака.

### У Горс Велену
У Горс Велену, Јенефер посећује патуљка Ђанкардија Молнара, богатог банкара, кога је једном спасла приликом погрома нељудске расе. Патуљак обавештава чаробницу да неко прати њене рачуне, да је од њених средстава испалатио награде за чудовишта која Гералт лови по целој земљи, и обезбеђује јој неограничен кредит за покривање трошкова Цириног школовања у Аретузи, школи магије. За то време, Цири разгледа градске знаменитости, у пратњи једног од Молнарових шегрта, њеног вршњака, Фабија Сакса (коме Цири нехотице прориче смрт на броду, у педесет и четвртој години).
На градском тргу, ствари се измичу контроли, након што виверна (доведена у град ради показивања у циркусу) побегне из кавеза и Цири је паралише магијом, што привлачи пажњу две старије чаробнице (архимеђисторке Тисаје де Фриз и ректорке Маргарите Ло Антиј), које је заробљавају мислећи да је ученица побегла са академије у Аретузи.
Након што Јенефер објасни ситуацију Тисаји (која је њена бивша учитељица), све три чаробнице (и Цири) одседају у луксузној крчми Сребрна Чапља; закупивши читав базен у подруму крчме, напијају се и разговарају о животу и судбини - помиње се и Гералт, на коме остале чаробнице завиде Јенефер - пошто је права љубав ретка у њиховим годинама.
Доносећи нови бокал вина, Цири случајно примећује Црну Рајлу (старешину најамника који су допратили чаробнице у град) која наређује гостионичару да јој отвори подземни ходник који воде директно ван градских зидина, заобилазећи капије и стражаре. Поново послата по вино, Цири користи своје ново знање и бежи да види Гералта за којег је чула да је у Хирундуму, хобитском насељу недалеко од Горс Велена. Док је у бегу, Цири наилази на Дивљи лов - војску утвара који је позивају да им се придружи, али она их одбија. Јенефер, срећом, стиже на време да их одбије, али Цирин бег пружа Гералту и Јенефер прилику да се поново састану и помире се пре него што сво троје заједно крену на острво Танед.

### На Танеду
На острву влада метеж. Ученице академије су привремено премештене из свог уобичајеног смештаја у Аретузи у Локсију, најнижи ниво комплекса, јер се сама школа користи за смештај чаробњака пристиглих на Сабор. Те вечери, Јенефер први пут јавно изводи Гералта на свечани пријем, остављајући Цири у њеној соби обезбеђену магијском блокадом.
На пријему, Гералт је предмет опште пажње: чаробница које завиде Јенефер (Сабрине Глевсиг, Марти Содергрен), Јенефериних пријатеља (Тисаје де Фриз и Трис Мериголд) и краљевских агената (Филипе Ејлхарт и Сигисмунда Дајкстре, шефа тајне службе Редање). Гералт упознаје читав Каптол (Савет чаробњака): младог Вилгефорца од Рогевена (што је мање од 100 година за магове, али по изгледу не више од 35), хероја из битке за Соден, Хена Гедимејта, најстаријег живог чаробњака, вилу Франческу Финдабар, најлепшу жену на свету, Артоа Теранову и Тисају де Фриз, Јенеферину стару учитељицу.
Дајкстра упозорава Гералта да ће Вилгефорц покушати да га придобије за своје планове и тражи од њега информације о Цирили, принцези Цинтре.
На Гералтово изненађење, Вилгефорц га позива на разговор: чаробњак упознаје Гералта са историјом Магије (од прве деце коју су вилењаци научили магији, преко Рафарда Белог који је помирио завађене краљеве, доношења Закона магије и рата међу чаробњацима који је истребио све који су одбили да се покоре Закону, укључујући и Рафарда Белог) и својим животом: чаробњак је био напуштен као беба и усвојен од друида, постао најамник, заволео чаробницу и тек као одрасла особа постао чаробњак, што наглашава вешцу, и нуди Гералту да и сам постане чаробњак. Вилгефорц такође наговештава да борба за власт ускоро почиње и да Гералт мора да изабере страну. Вилгефорц нуди Гералту савез и заштиту за Цири, али Гералт одбија, наглашавајући своју неутралност.
Након пријема, Јенефер и Гералт проводе ноћ у љубави. У потрази за тоалетом, Гералт наилази на пуч, који се већ у току. Чаробница Филипа Ејлхарт, у служби краља Редање, и Дајкстра уз помоћ Сабрине Глевсиг и Трис Мериголд хапсе Вилгефорца, Теранову и Франческу Финдабар како би их разоткрили пред Сабором чаробњака као издајнике који раде за цара Емхира из Нилфгарда. У гужви, умиру Хен Гедимејт и Лидија ван Бредеворт, Вилгефорцова асистенткиња. Пред Сабором, Јенефер доводи Цири (на Тисајин захтев) и девојка у трансу почиње да пророкује: краљ Редање је убијен, а Демавенд, краљ Едирна, је превентивно започео напад на Нилфгард. Верујући да је хапшење заправо завера краљевских чаробњака против вилењака и пацифиста, Тисаја (која је против рата и прогона нељудске расе) ослобађа заробљенике. Међутим, Франческа и Вилгефорц отварају тајна врата и пуштају претходно скривене Скојателе у дворану: настаје смртоносна битка међу чаробњацима.
У међувремену, Гералт рањава Дајкстру и обара његове људе, и креће да спасе Јенефер и Цири у Аретузи. У хаосу, Јенефер и Гералт се боре против Скојатела који подржавају Вилгефорца, док Цири бежи из замка и наилази на Црног јахача из својих снова - испоставља се да је то Кахир, млади нилфгардски витез, који је извукао Цири из спаљене Цинтре на сигурно. Цири га рањава и бежи кроз нестабилан старински портал у Галебовој кули, док Гералт задржава Вилгефорца, који тражи од Гералта да му преда Цири и покори се Нилфгарду. Гералт одбија и настаје борба у којој је Гералт лако поражен и тешко рањен. Тисаја коначно схвата своју грешку и, уз помоћ Трис Мериголд, телепортује Гералта на сигурно.

### У Новиграду
Гералт је унајмио Кодрингера и Фена, приватне детективе, да сазнају за кога Рјенс заправо ради: они откривају да је Рјенс избачен са академије у Ард Крајгу, провео време у тамници у Цинтри, а затим ступио у службу Нилфгарда. Такође откривају да Рјенс трага за Цири од пада Цинтре (мучећи и убијајући друиде који су је спасли, као и Јургину породицу). Разлог Рјенсовог интересовања за Цири је Итилинино пророчанство: да ће носилац Древне Крви (Цири) имати велику моћ и да ће њен син најавити ново доба, након чега следи уништење света. Пре но што успеју да упозоре Гералта, обојица су убијени у ноћи пуча на Тенеду.

### У Брокилону
У Брокилону, слободној шуми Дријада, Гералт се опоравља од рана које је задобио на Танеду, под заштитом господарице Етне. Ту га проналази Невен (тако што је очарао дријаде својим песмама на Древном језику) и обавештава га о последицама пуча на Танеду: Едирн, Лирија и Ривија су прегажени армијама Нилфгарда и Веверица (Скојатела) - Ривија се предала, Венгербург је уништен, а Црна Рајла пала је бранећи избеглице (које Нилфгардијци хватају и гоне на принудни рад). Северњачки савез се распао - краљ Демавенд је избегао у Редању, краљица Меве је нестала, Верден је пришао Нилфгарду; Фолтест од Темерије потписао је сепаратни мир, а Хенселт од Кедвена окупирао је северни Едирн у договору са царем Емхиром; Редања је у хаосу после убиства краља Визимира, под управом Филипе Ејлхарт и Дајкстре, шефа тајне полиције. Од преживелих чаробњака, Тисаја де Фриз се убила због гриже савести, Трис Мериголд је пришла Филипи, а Вилгефорц и Јенефер су нестали, док је Франческа Финдабар постала краљица Дол Блатане (Долине Цвећа), нове вилењачке државе у западном Едирну под заштитом Нилфгарда. Цар Емхир је уз Вилгефорцову помоћ организовао распад Савета чаробњака (Конклаве и Каптола), јер су чаробњаци Севера били разлог за његов пораз у бици код Соденског брда.
У међувремену, цару Емхиру је представљена лажна Цири и он јавно објављује своје планове да се ожени њоме, с намером да се појави као законити наследник и краљ Цинтре. Након званичне аудијенције, цар наређује заповедницима тајних служби (Ватјеу де Ридоу и Стефану Скелену) и чаробњаку Ксартезијусу да пронађу праву Цири.

### У Нилфгарду
Цири се буди у пустињи Корат (познатој као 'тигањ') и једва успева да је пређе, захваљујући помоћи залуталог једнорога (кога традиционално привлаче девице). У очајању, полумртва од жеђи и мучена халуцинацијама, Цири троши сву своју моћ да призове кишу: након тога, њене магијске способности као да су нестале.
Након што је побегла из пустиње, ухваћена је од стране ловаца на уцене (оштећени портал ју је избацио у Нисир, једну од провинција Нилфгарда, јужно од Цинтре) и успева да побегне уз помоћ шесторо младих разбојника познатих као Пацови Пограничја, који су као и она, некадашње жртве рата (сирочад, дезертери, изгнаници и бескућници свих раса и народа) и сами на свету. Она се осећа безбедно и добија осећај припадности групи пошто су се чланови суочавали са сличном суровом реалношћу напуштања у току рата - времена презира. Својим вештинама које је научила у Каер Морену, она импресионира банду, која од ње тражи да изабере ново име за себе. Она одговара у Древном Говору, бирајући застрашујуће име Фалка (по уклетој принцези, преткињи Каланте, која је спаљена због злочина у грађанском рату пре више генерација).
Царски мртвозорник, Стефан Скелен, послан да пронађе Цири и доведе је цару, сигуран да је она нова чланица Пацова, унајмљује Леа Бонхарта, познатог ловца на главе, да убије целу банду, укључујући и Цири.

## Цитати
О љубави мало тога знамо. С љубављу је као и са крушком. Крушка је слатка и има свој облик. Покушајте да дефинишете крушкин облик. (Невен о љубави)

## Ликови
- Гералт од Ривије (пољ. Geralt z Rivii) познат и као Гвинблејд (Древни вилењачки говор: "Бели вук") и Касапин из Блавикена,[10] је главни јунак Саге о Вешцу. Вештац, који путује Континентом (углавном Северним краљевствима) и живи од лова на чудовишта, која муче целу земљу. Мутант, изложен мутагеним травама као дете (током процеса познатог као Кушња) обдарен натприродном снагом, брзином и оштрином чула (које појачава магичним еликсирима), дуговечношћу (имплицирано је да је старији од сто година, и не показује знаке старења) и основним познавањем магије, али је проклет стерилитетом, судбином свих мутаната. Опрезан, усамљен и ћутљив човек, ванбрачни син чаробнице која га се одрекла, одгајен на вештерској академији у Каер Морену, од старијег вешца по имену Визимир. Строго се придршава кодекса вештаца: не убија разумна бића и чува строгу неутралност у политичким сукобима.[11] Питер Апор тврди да он оличава неолиберални анти-политички дух пољске популарне културе из деведесетих.[12]

- Јенефер од Венгерберга (пољ. Yennefer z Vengerbergu) славна чаробница стара 94 године[13], са изгледом прелепе црнокосе девојке. Чланица Савета чаробњака, борила се код Содена на страни Едирна, где је ослепљена (али је излечена магијом). Поносна, независна и темпераментна жена, али дубоко заљубљена у Гералта; оптерећена немогућношћу да има децу, пошто се све полазнице школе магије у Аретузи стерилишу у детињству. У младости грбава, пореклом из полувилењачке породице.[13]

- Цирила Фиона Елен Ријанон (позната као Цири, од речи Зираел у Древном говору (што значи ластавица) пољ. Jaskolka, позната и као Лавић од Цинтре и Чедо Древне Крви, је принцеза Цинтре, кћи Павете и Дунија, и унука краљице Каланте. Усвојена кћи Гералта и Јенефер, потомак Ларе Дорен ап Шијадел, вилењачке чаробнице, и Крегана, људског чаробњака, носилац проречене Древне Крви, гена који јој даје моћ да путује кроз време и простор снагом магије.[14] Мршава плавокоса девојчица зелених очију, обучена у вештерским вештинама у Каер Морену, као и основама магије од Јенефер.
- Невен (енгл. Dandelion, пољ. Jaskier) правим именом гроф Јулијан, чувени песник, бард и Гералтов пријатељ. Неке од његових најславнијих балада описују љубав Гералта и Јенефер; прве две збирке приповедака представљене су у трећој књизи као песме које Невен пева слушаоцима под светим дрветом.[15] У време саге близу четрдесете, необично висок, младолик и привлачан, понекад га замењују за вилењака. Учесник већине Гералтових авантура.

## Географија
Иако званична мапа још не постоји, на основу описа из књига, измишљени "Континент" може се грубо поделити у три дела:
- северозападни део Континента заузимају Северна Краљевстава: Редања (северозападно), Кедвен (североисточно), Темерија, Махакам, Соден и Бруга (југозападно) и Едирн, Лирија и Ривија (југоисточно); уз западну обалу леже Цидарис и Скелишка острва; северно од Редање налазе се Ковир и Повис. Граница Северних краљевстава и Нилфгарда иде реком Јаругом (која се улива у море код Цинтре): северно од Јаруге су кнежевине Бруга и Верден (вазали Темерије), а јужно од реке су Доњи Соден и Цинтра, од скора под влашћу Нилфгарда, и царске провинције Ебинг (уз обалу) и Дол Ангра (у унутрашњости), као и вазална кнежевина Тусен.[17]
- југозападни део Континента (јужно од реке Јаруге) заузима царство Нилфгард, састављено од провинција, од којих се помињу: Дол Ангра, Тусен (јужно од Јаруге), Метина, Назаир, Ебинг, Виковаро (даље на југу).[17]
- источни део Континента, где се налазе пустиња Корат, Зериканија, Хакланд и Ватрене планине, углавном је непознат.